# Laie (llibreries)
Laie és una cadena de llibreries amb més d'una vintena d'establiments a l'Estat espanyol.

## Història
El 1979, Montse Moragas i Conxita Guixà van obrir la seva primera llibreria al carrer de Pau Claris, 85 de Barcelona, i dos anys després, es va obrir el cafè que hi ha a la planta superior.
El 1996, un dels llibreters, Antonio Ramírez, va marxar de l'empresa per a obrir una altra llibreria a Barcelona, La Central.
L'any 2000 ja disposaven d'un fons de més de 40.000 llibres, dels quals el 30% d'importació (en anglès, francès, italià, alemany i portuguès) i d'una base de dades amb més de 160.000 referències. Per a celebrar el seu 20è aniversari, van editar 1980-2000. 20 anys de Laie, on editors i autors com Jaume Vallcorba, Jorge Herralde, Andreu Martín, Josep Fontana i J.F. Yvars van parlar sobre l'evolució del sector i sobre què els atreia de l'establiment.
Amb els anys, Moragas i Guixà van anar ampliant el negoci, gestionant les llibreries d'espais culturals com el CCCB, el Museu Picasso, CosmoCaixa, el CaixaFòrum, el MNAC i el Macba, així com espais al Parc Güell, La Pedrera, la Sagrada Família i el recinte modernista de l'hospital de Sant Pau.

## Premis i reconeixements
- 2013 - Premi Trajectòria (atorgat pel Gremi de Llibreters de Catalunya)
- 2015 - Premi Boixareu Ginesta a la Llibreria de l'Any (atorgat per la Federación de Gremios de Editores de España)
- 2020 - Premi Memorial Pere Rodeja amb menció especial al director literari de Laie Pau Claris, el llibreter Lluís Morral (atorgat pel Gremi de Llibreters de Catalunya)